# Leprechaun (film)
(Il leprecano durante all'inizio del film)
Leprechaun un film del 1993 diretto da Mark Jones. Tra i protagonisti sono presenti Warwick Davis e Jennifer Aniston. Il film è il primo capitolo della serie cinematografica horror Leprechaun.
In Italia il film arrivò direttamente in videocassetta nell'estate del 1995, successivamente venne, come tutti gli altri capitoli della serie, distribuito in DVD.

## Trama
La leggenda dice che il leprecauno, il più popolare folletto irlandese, custodisca grandi quantità di monete d'oro in una pentola alla fine dell'arcobaleno. Quello che la leggenda non dice, è che il leprecauno non si fermerà davanti a nulla per recuperare il suo oro.
Nel 1983, Dan O'Grady ritorna nella sua casa nel Nord Dakota da un viaggio nella natia Irlanda, dove ha rubato la pentola d'oro di un folletto. Dopo aver seppellito l'oro, O'Grady scopre che il perfido folletto lo ha seguito fin lì, così usa un quadrifoglio per sopprimere i poteri del folletto e intrappolarlo in una cassa, ma prima che possa bruciarlo subisce un ictus.
Dieci anni dopo, la casa è stata nuovamente affittata da JD Redding e la sua bellissima figlia adolescente Tory per l'estate. I lavoratori Nathan Murphy, suo fratello minore Alex di 10 anni, e il loro amico Ozzie Jones aiutano a ridipingere la fattoria, e Ozzie sente il grido del folletto chiedere aiuto e lo scambia per un bambino. Spazza via il vecchio quadrifoglio dalla cassa, liberando il leprecauno. Gli amici non credono alla sua storia, ma Ozzie vede un arcobaleno e corre verso la sua radice, accompagnato da Alex. I due trovano la pentola con cento pezzi d'oro e, dopo che Ozzie testa l'oro e ne ingoia accidentalmente un pezzo, lo ripongono in un vecchio pozzo per riprenderlo più tardi senza dire niente a nessuno.
Alla fattoria, il leprecauno attira JD in una trappola mordendolo e ferendo la sua mano. Tory e gli altri lo portano all'ospedale e il folletto li insegue su un triciclo. Intanto Alex e Ozzie visitano un banco dei pegni per vedere se l'oro è puro, e il leprecauno uccide Joe, il proprietario del negozio, credendo che egli abbia rubato il suo oro. Il leprecauno, non soddisfatto, torna alla fattoria dove cerca il suo oro, non trovandolo. Dopo aver lasciato JD all'ospedale, il gruppo torna alla fattoria e la trova devastata dalla ricerca del folletto.
Dopo aver trovato un fucile nella fattoria, sparano più volte al folletto ma, quando si accorgono che non ha alcun effetto, cercano di fuggire dalla fattoria. Il folletto terrorizza il gruppo fino a quando Ozzie rivela che lui e Alex hanno trovato la pentola d'oro. Tory recupera la borsa dal pozzo e la consegna al folletto e, credendo che il peggio sia finito, tornano all'ospedale. Mentre conta il suo oro, il folletto scopre che gli manca un pezzo, quello che Ozzie deglutì. Pensando di essere stato ingannato, ricomincia a perseguitarli, così Ozzie dice agli amici di O'Grady, che è stato portato in una casa di cura dopo il suo ictus. Tory visita la clinica per scoprire come uccidere il leprecauno.
Alla casa di cura, il leprecauno finge di essere O'Grady e, dopo aver inseguito Tory in un ascensore, le lancia addosso il corpo insanguinato dell'uomo di cui si è finalmente vendicato. Prima di morire, O'Grady rivela alla ragazza che l'unico modo per uccidere il leprecauno è con un quadrifoglio. Tory ritorna alla fattoria, dove cerca un quadrifoglio finché non viene attaccata dal folletto ma Nathan e Ozzie la salvano. Ozzie finalmente rivela che ha inghiottito per sbaglio l'ultima moneta d'oro e il folletto lo ferisce gravemente nel tentativo di ottenerla, ma prima che il leprecauno possa uccidere Ozzie, Alex prende il quadrifoglio che Tory ha trovato, e lo lancia con la fionda nella bocca del folletto, togliendogli il potere. Il folletto cade nel pozzo e Nathan fa esplodere sia il pozzo che il folletto con la benzina.
Arriva la polizia e Tory si ricongiunge a suo padre. Mentre la polizia indaga sui resti del pozzo, il folletto narra che non è ancora del tutto morto e giura che non si riposerà finché non avrà recuperato ogni pezzo del suo oro.

## Produzione
Il film costò 900 000 dollari e incassò 2 493 020 dollari nel weekend di uscita, per un totale di 8 556 940 dollari nel mercato nazionale. Il numero delle vittime nel film è di quattro persone. Il film uscì nelle sale il 1º gennaio 1993; fu quindi il primo rilascio cinematografico di quell'anno. Il film dovrebbe svolgersi nel Nord Dakota, ma la jeep che si vede e le macchine della polizia hanno la vecchia targa dell'Illinois. Il personaggio di Tripet prende il nome da David Tripet, produttore esecutivo del film.
Il regista Mark Jones dirigerà tre anni dopo un altro film con protagonista una piccola figura mitologica: Rumpelstiltskin (1995). Warwick Davis interpretò un leprecauno (ma stavolta benevolo, amichevole e gentile) anche al di fuori della saga Leprechaun, cioè nel film Elfy Elf - Chi trova un amico trova un tesoro (1998).